# Phaenocarpa
Phaenocarpa är ett släkte av steklar som beskrevs av Förster 1862. Phaenocarpa ingår i familjen bracksteklar.

## Dottertaxa tillPhaenocarpa, i alfabetisk ordning[1][2]
- Phaenocarpa acarinata
- Phaenocarpa aciculata
- Phaenocarpa acutinotum
- Phaenocarpa aggressiva
- Phaenocarpa amara
- Phaenocarpa angostura
- Phaenocarpa angustifossa
- Phaenocarpa angustiptera
- Phaenocarpa aniva
- Phaenocarpa anomala
- Phaenocarpa antichaetae
- Phaenocarpa antipoda
- Phaenocarpa areolata
- Phaenocarpa aristarchi
- Phaenocarpa arkadii
- Phaenocarpa astigmatica
- Phaenocarpa atlantica
- Phaenocarpa aurosetosa
- Phaenocarpa barthii
- Phaenocarpa basarukini
- Phaenocarpa basirufa
- Phaenocarpa bellatrix
- Phaenocarpa benjaminica
- Phaenocarpa bicolor
- Phaenocarpa borealis
- Phaenocarpa brachyptera
- Phaenocarpa brasiliensis
- Phaenocarpa brevicauda
- Phaenocarpa breviflagellum
- Phaenocarpa brevipalpis
- Phaenocarpa bruesi
- Phaenocarpa brunnicornis
- Phaenocarpa burmensis
- Phaenocarpa californica
- Phaenocarpa cameroni
- Phaenocarpa canaliculata
- Phaenocarpa carinthiaca
- Phaenocarpa caucasica
- Phaenocarpa caudata
- Phaenocarpa cellularis
- Phaenocarpa cephalotes
- Phaenocarpa chasanica
- Phaenocarpa chiastochetae
- Phaenocarpa collaris
- Phaenocarpa collorufa
- Phaenocarpa compacta
- Phaenocarpa compressa
- Phaenocarpa compressigaster
- Phaenocarpa conjuncta
- Phaenocarpa conspurcator
- Phaenocarpa convergens
- Phaenocarpa convexinotum
- Phaenocarpa costata
- Phaenocarpa costulata
- Phaenocarpa coxalis
- Phaenocarpa cracentis
- Phaenocarpa cratomorpha
- Phaenocarpa cristata
- Phaenocarpa curticauda
- Phaenocarpa curvata
- Phaenocarpa curvicurrens
- Phaenocarpa curvula
- Phaenocarpa differentiata
- Phaenocarpa diffusa
- Phaenocarpa disjuncta
- Phaenocarpa distinguenda
- Phaenocarpa distributa
- Phaenocarpa divisa
- Phaenocarpa drosophilae
- Phaenocarpa elizovo
- Phaenocarpa eoa
- Phaenocarpa ermak
- Phaenocarpa errabunda
- Phaenocarpa eugenia
- Phaenocarpa eunice
- Phaenocarpa excisa
- Phaenocarpa fidelis
- Phaenocarpa flammea
- Phaenocarpa flavipes
- Phaenocarpa flavomandibula
- Phaenocarpa frequentator
- Phaenocarpa fridolini
- Phaenocarpa galatea
- Phaenocarpa gaspeensis
- Phaenocarpa grandiceps
- Phaenocarpa gratia
- Phaenocarpa helophilae
- Phaenocarpa heynei
- Phaenocarpa hicoriae
- Phaenocarpa hirsuta
- Phaenocarpa horribilis
- Phaenocarpa huronensis
- Phaenocarpa hyalina
- Phaenocarpa idolica
- Phaenocarpa impressinotum
- Phaenocarpa impugnata
- Phaenocarpa indistincta
- Phaenocarpa ingressor
- Phaenocarpa insolita
- Phaenocarpa intermedia
- Phaenocarpa issykkulensis
- Phaenocarpa istochaetae
- Phaenocarpa ivanovi
- Phaenocarpa jawahari
- Phaenocarpa jezoensis
- Phaenocarpa josephi
- Phaenocarpa kansensis
- Phaenocarpa kashmirensis
- Phaenocarpa kasparyani
- Phaenocarpa kerzhneri
- Phaenocarpa kinleyensis
- Phaenocarpa kittenbergeri
- Phaenocarpa kokujevi
- Phaenocarpa kozyrevskii
- Phaenocarpa laevisulcata
- Phaenocarpa laticellula
- Phaenocarpa laticeps
- Phaenocarpa leopoldi
- Phaenocarpa leptura
- Phaenocarpa levada
- Phaenocarpa lichasherstovi
- Phaenocarpa lissogastra
- Phaenocarpa livida
- Phaenocarpa lobidentis
- Phaenocarpa longicauda
- Phaenocarpa luteipes
- Phaenocarpa lyra
- Phaenocarpa mallochi
- Phaenocarpa maria
- Phaenocarpa masha
- Phaenocarpa mediolobata
- Phaenocarpa mexicana
- Phaenocarpa micula
- Phaenocarpa minuta
- Phaenocarpa nadezhda
- Phaenocarpa naubinwayensis
- Phaenocarpa nepalicola
- Phaenocarpa nereis
- Phaenocarpa nigrata
- Phaenocarpa nigrella
- Phaenocarpa nigriceps
- Phaenocarpa nigripes
- Phaenocarpa nigrita
- Phaenocarpa nina
- Phaenocarpa nitida
- Phaenocarpa notabilis
- Phaenocarpa notaulica
- Phaenocarpa novomexicana
- Phaenocarpa odarka
- Phaenocarpa omolonica
- Phaenocarpa orientalis
- Phaenocarpa orion
- Phaenocarpa pallida
- Phaenocarpa pegomyiae
- Phaenocarpa pellmyri
- Phaenocarpa pentagona
- Phaenocarpa pericarpa
- Phaenocarpa periculosa
- Phaenocarpa perimorpha
- Phaenocarpa picinervis
- Phaenocarpa pilioculata
- Phaenocarpa pleuralis
- Phaenocarpa pratellae
- Phaenocarpa propebakinum
- Phaenocarpa psalliotae
- Phaenocarpa puberae
- Phaenocarpa pulchricornis
- Phaenocarpa pullata
- Phaenocarpa punctigera
- Phaenocarpa raptatrix
- Phaenocarpa ratta
- Phaenocarpa reticulata
- Phaenocarpa riphaeica
- Phaenocarpa rossata
- Phaenocarpa ruficeps
- Phaenocarpa rufoflava
- Phaenocarpa rufoorbiculata
- Phaenocarpa rugipars
- Phaenocarpa sculptata
- Phaenocarpa sculptifrons
- Phaenocarpa scutellaris
- Phaenocarpa secunda
- Phaenocarpa seitneri
- Phaenocarpa sharkeyi
- Phaenocarpa shestakovi
- Phaenocarpa shiva
- Phaenocarpa sibirica
- Phaenocarpa signicauda
- Phaenocarpa similis
- Phaenocarpa sinefovea
- Phaenocarpa slavianka
- Phaenocarpa stackelbergi
- Phaenocarpa studiata
- Phaenocarpa styriaca
- Phaenocarpa subruficeps
- Phaenocarpa subtilistriata
- Phaenocarpa succicola
- Phaenocarpa supramedia
- Phaenocarpa tacita
- Phaenocarpa taiga
- Phaenocarpa telengai
- Phaenocarpa tenebrosa
- Phaenocarpa tenuistigma
- Phaenocarpa testaceipes
- Phaenocarpa testaceiventris
- Phaenocarpa tetradentata
- Phaenocarpa theodori
- Phaenocarpa tiliae
- Phaenocarpa tobiasi
- Phaenocarpa transsylvanica
- Phaenocarpa transversa
- Phaenocarpa tridentata
- Phaenocarpa trisulcata
- Phaenocarpa umbrinervis
- Phaenocarpa ungularis
- Phaenocarpa ungulosetosa
- Phaenocarpa ussurica
- Phaenocarpa uzonica
- Phaenocarpa varipedis
- Phaenocarpa venusta
- Phaenocarpa vicina
- Phaenocarpa vitata
- Phaenocarpa vulcanica
- Phaenocarpa zambiaensis
- Phaenocarpa zetteli